# Llista de topònims de Barberà del Vallès
Llista de topònims (noms propis de lloc) del municipi de Barberà del Vallès, al Vallès Occidental
Informació actualitzada per un bot. Els canvis manuals es perdran quan s'actualitzi!

## carretera
| imatge | Nom   | Ubicat a | instància de                           | Detalls     | coordenades                                          | Protecció | Commons (més fotos) | Dades a WD                    |
| ------ | ----- | --- | -------------------------------------- | ----------- | ---------------------------------------------------- | --------- | ------------------- | ----------------------------- |
|        | B-30  | Barberà del Vallès Cerdanyola del Vallès Rubí Sant Cugat del Vallès                                                | carretera                              | Llarg: 32km | 41° 29′ 19″ N, 2° 04′ 20″ E / 41.48868°N,2.07231°E   |           |                     | Modifica les dades a Wikidata |
|        | N-150 | Vallès Occidental Nou Barris Montcada i Reixac Ripollet Cerdanyola del Vallès Barberà del Vallès Sabadell Terrassa | carretera carretera nacional d'Espanya | Llarg: 25km | 41° 29′ 22″ N, 2° 09′ 12″ E / 41.489553°N,2.153261°E |           | N-150               | Modifica les dades a Wikidata |

## casa
| imatge | Nom                      | Ubicat a           | instància de | Detalls            | coordenades | Protecció                                  | Commons (més fotos) | Dades a WD                    |
| ------ | ------------------------ | ------------------ | ------------ | ------------------ | ----------- | ------------------------------------------ | ------------------- | ----------------------------- |
|        | Grup d'habitatges        | Barberà del Vallès | casa         |                    |             | bé integrant del patrimoni cultural català |                     | Modifica les dades a Wikidata |
|        | Nova Masia de Can Planas | Barberà del Vallès | casa         | Estil: noucentisme |             | bé integrant del patrimoni cultural català |                     | Modifica les dades a Wikidata |

## curs d'aigua
| imatge | Nom                  | Ubicat a                             | instància de | Detalls                                      | coordenades | Protecció | Commons (més fotos)  | Dades a WD                    |
| ------ | -------------------- | ------------------------------------ | ------------ | -------------------------------------------- | --- | --------- | -------------------- | ----------------------------- |
|        | Ripoll               | Vallès Occidental                    | curs d'aigua | Desemboca: Besòs Llarg: 39.2km Conca: 243km² | 41° 29′ 15″ N, 2° 11′ 32″ E / 41.4875°N,2.1922222222222°E 41° 42′ 47″ N, 2° 01′ 58″ E / 41.713045°N,2.032685°E 55 msnm |           | Ripoll River         | Modifica les dades a Wikidata |
|        | torrent de Can Duran | Barberà del Vallès Montcada i Reixac | curs d'aigua | Desemboca: Ripoll Llarg: 3.6km               | 41° 30′ 48″ N, 2° 09′ 41″ E / 41.513282°N,2.161454°E 41° 29′ 15″ N, 2° 10′ 43″ E / 41.487478°N,2.178557°E              |           | Torrent de Can Duran | Modifica les dades a Wikidata |

## entitat singular de població
| imatge | Nom                | Ubicat a           | instància de                                                                   | Detalls   | coordenades                                                                | Protecció | Commons (més fotos) | Dades a WD                    |
| ------ | ------------------ | ------------------ | ------------------------------------------------------------------------------ | --------- | -------------------------------------------------------------------------- | --------- | ------------------- | ----------------------------- |
|        | Barberà del Vallès | Barberà del Vallès | entitat singular de població capital municipal ens local històric de Catalunya | 26345 hab | 41° 30′ 57″ N, 2° 07′ 28″ E / 41.5159°N,2.12457°E 134 msnm                 |           |                     | Modifica les dades a Wikidata |
|        | la Romànica        | Barberà del Vallès | entitat singular de població                                                   | 7299 hab  | 41° 31′ 30″ N, 2° 07′ 30″ E / 41.524908166428°N,2.1251164386746°E 149 msnm |           |                     | Modifica les dades a Wikidata |

## església
| imatge | Nom                    | Ubicat a           | instància de | Detalls                      | coordenades                                                                                              | Protecció                                            | Commons (més fotos)              | Dades a WD                    |
| ------ | ---------------------- | ------------------ | ------------ | ---------------------------- | --- | ---------------------------------------------------- | -------------------------------- | ----------------------------- |
|        | Santa Maria            | Barberà del Vallès | església     |                              | 41° 31′ 00″ N, 2° 07′ 30″ E / 41.5165387815516°N,2.12487645154167°E ca:Avinguda Generalitat, 79 133 msnm |                                                      | Santa Maria (Barberà del Vallès) | Modifica les dades a Wikidata |
|        | Santa Maria de Barberà | Barberà del Vallès | església     | Estil: arquitectura romànica | 41° 31′ 37″ N, 2° 07′ 36″ E / 41.52683056°N,2.12675556°E ca:Ronda de Santa Maria 148 msnm                | bé d'interès cultural bé cultural d'interès nacional | Santa Maria de Barberà           | Modifica les dades a Wikidata |

## estació de ferrocarril
| imatge | Nom                           | Ubicat a           | instància de                            | Detalls | coordenades                                                       | Protecció | Commons (més fotos)              | Dades a WD                    |
| ------ | ----------------------------- | ------------------ | --------------------------------------- | ------- | ----------------------------------------------------------------- | --------- | -------------------------------- | ----------------------------- |
|        | Estació de Barberà del Vallès | Barberà del Vallès | estació de ferrocarril edifici baixador |         | 41° 30′ 49″ N, 2° 07′ 06″ E / 41.513572222222°N,2.1184666666667°E |           | Barberà del Vallès train station | Modifica les dades a Wikidata |
|        | Estació de Baricentro         | Barberà del Vallès | estació de ferrocarril edifici          |         | 41° 30′ 33″ N, 2° 08′ 13″ E / 41.509071°N,2.136948°E              |           |                                  | Modifica les dades a Wikidata |
|        | Estació de Can Llobet         | Barberà del Vallès | estació de ferrocarril edifici          |         | 41° 31′ 24″ N, 2° 07′ 29″ E / 41.5234°N,2.12484°E                 |           |                                  | Modifica les dades a Wikidata |
|        | Estació de Santiga            | Barberà del Vallès | estació de ferrocarril edifici          |         | 41° 31′ 25″ N, 2° 08′ 50″ E / 41.5237°N,2.14725°E                 |           |                                  | Modifica les dades a Wikidata |

## masia
| imatge | Nom                        | Ubicat a           | instància de | Detalls                                                  | coordenades                                                                                                 | Protecció                                  | Commons (més fotos) | Dades a WD                    |
| ------ | -------------------------- | ------------------ | ------------ | -------------------------------------------------------- | --- | ------------------------------------------ | ------------------- | ----------------------------- |
|        | Antiga masia de Can Planas | Barberà del Vallès | masia        | Estil: arquitectura popular Estat: enderrocat o destruït | | bé integrant del patrimoni cultural català |                     | Modifica les dades a Wikidata |
|        | Ca n'Amiguet               | Barberà del Vallès | masia        | Estat: enderrocat o destruït                             | 41° 31′ 28″ N, 2° 07′ 28″ E / 41.5244789320445°N,2.12431400942756°E                                         |                                            |                     | Modifica les dades a Wikidata |
|        | Ca n'Ermengol              | Barberà del Vallès | masia        |                                                          | 41° 31′ 11″ N, 2° 08′ 09″ E / 41.51976819186603°N,2.1358430385589604°E                                      |                                            |                     | Modifica les dades a Wikidata |
|        | Ca n'Escaiola              | Barberà del Vallès | masia        |                                                          | 41° 30′ 49″ N, 2° 08′ 14″ E / 41.5137326089802°N,2.13734140181715°E                                         |                                            |                     | Modifica les dades a Wikidata |
|        | Can Batista                | Barberà del Vallès | masia        |                                                          | 41° 30′ 45″ N, 2° 08′ 19″ E / 41.5124350328857°N,2.13847309724621°E                                         |                                            |                     | Modifica les dades a Wikidata |
|        | Can Gili Nou               | Barberà del Vallès | masia        |                                                          | 41° 31′ 28″ N, 2° 07′ 35″ E / 41.5244414825938°N,2.12649591647052°E                                         |                                            |                     | Modifica les dades a Wikidata |
|        | Can Lledó                  | Barberà del Vallès | masia        |                                                          | 41° 30′ 38″ N, 2° 09′ 26″ E / 41.5105031138197°N,2.15733624461317°E                                         |                                            |                     | Modifica les dades a Wikidata |
|        | Can Magí                   | Barberà del Vallès | masia        |                                                          | 41° 31′ 00″ N, 2° 08′ 37″ E / 41.5165531579714°N,2.14353577160575°E                                         |                                            |                     | Modifica les dades a Wikidata |
|        | Can Revella                | Barberà del Vallès | masia        |                                                          | 41° 31′ 52″ N, 2° 07′ 47″ E / 41.531248935277°N,2.1298257510117°E                                           |                                            |                     | Modifica les dades a Wikidata |
|        | Can Salvatella             | Barberà del Vallès | masia        | Estil: arquitectura popular                              | 41° 30′ 46″ N, 2° 08′ 37″ E / 41.512683°N,2.143701°E                                                        | bé integrant del patrimoni cultural català |                     | Modifica les dades a Wikidata |
|        | Can Salvatella             | Barberà del Vallès | masia        |                                                          | 41° 30′ 53″ N, 2° 09′ 22″ E / 41.51481567645718°N,2.1560668945312504°E                                      |                                            |                     | Modifica les dades a Wikidata |
|        | Can Simeon                 | Barberà del Vallès | masia        |                                                          | 41° 31′ 45″ N, 2° 07′ 55″ E / 41.5290395473868°N,2.13182802479425°E                                         |                                            |                     | Modifica les dades a Wikidata |
|        | Can Xerracat               | Barberà del Vallès | masia        |                                                          | 41° 30′ 53″ N, 2° 08′ 29″ E / 41.5148078419795°N,2.14140166875287°E                                         |                                            |                     | Modifica les dades a Wikidata |
|        | Torre d'en Gorgs           | Barberà del Vallès | masia        |                                                          | 41° 30′ 43″ N, 2° 07′ 12″ E / 41.5118724752077°N,2.1200860253587°E ca:C/ de la Torre d’En Gorgs 40 125 msnm |                                            | Torre d'en Gorgs    | Modifica les dades a Wikidata |
|        | Torre d'en Mateu           | Barberà del Vallès | masia        | Estil: arquitectura popular                              | 41° 30′ 40″ N, 2° 08′ 33″ E / 41.51115°N,2.14258°E                                                          | bé integrant del patrimoni cultural català |                     | Modifica les dades a Wikidata |

## molí d'aigua
| imatge | Nom             | Ubicat a           | instància de | Detalls                                                | coordenades                                                                                      | Protecció                                  | Commons (més fotos)                  | Dades a WD                    |
| ------ | --------------- | ------------------ | ------------ | ------------------------------------------------------ | ------------------------------------------------------------------------------------------------ | ------------------------------------------ | ------------------------------------ | ----------------------------- |
|        | Molí Vermell    | Barberà del Vallès | molí d'aigua | Estil: arquitectura popular 18th century Estat: ruïnós | 41° 31′ 13″ N, 2° 08′ 19″ E / 41.520215°N,2.13855°E ca:Prop de la masia de Ca n'Ermengol 95 msnm | bé integrant del patrimoni cultural català | Molí Vermell                         | Modifica les dades a Wikidata |
|        | Molí d'en Santo | Barberà del Vallès | molí d'aigua | Estil: arquitectura popular                            | 41° 31′ 36″ N, 2° 07′ 54″ E / 41.526541°N,2.13167°E ca:Camí que surt del carrer de la Verneda    | bé integrant del patrimoni cultural català | Molí d'en Santo (Barberà del Vallès) | Modifica les dades a Wikidata |
|        | Molí del Gall   | Barberà del Vallès | molí d'aigua |                                                        | 41° 32′ 00″ N, 2° 07′ 29″ E / 41.5332°N,2.12463°E                                                |                                            |                                      | Modifica les dades a Wikidata |

## monument
| imatge | Nom                           | Ubicat a           | instància de | Detalls                              | coordenades                                                                                        | Protecció | Commons (més fotos) | Dades a WD                    |
| ------ | ----------------------------- | ------------------ | ------------ | ------------------------------------ | -------------------------------------------------------------------------------------------------- | --------- | ------------------- | ----------------------------- |
|        | A la gent de Barberà          | Barberà del Vallès | monument     | Creador: Salvador Mañosa i Jané 1993 | 41° 30′ 57″ N, 2° 07′ 31″ E / 41.515803799817704°N,2.1252590417861943°E                            |           |                     | Modifica les dades a Wikidata |
|        | Monument a la Gent de Barberà | Barberà del Vallès | monument     |                                      | 41° 30′ 57″ N, 2° 07′ 31″ E / 41.515716552734375°N,2.125307083129883°E ca:Avinguda Generalitat, 70 |           |                     | Modifica les dades a Wikidata |

## parc
| imatge | Nom                     | Ubicat a                    | instància de | Detalls          | coordenades                                                                 | Protecció | Commons (més fotos)     | Dades a WD                    |
| ------ | ----------------------- | --------------------------- | ------------ | ---------------- | --------------------------------------------------------------------------- | --------- | ----------------------- | ----------------------------- |
|        | Parc Central del Vallès | Sabadell Barberà del Vallès | parc         | Superfície: 30ha | 41° 31′ 25″ N, 2° 06′ 31″ E / 41.523744°N,2.108695°E ca:c. de Ramon Albó, 1 |           | Parc Central del Vallès | Modifica les dades a Wikidata |
|        | Parc de Can Serra       | Barberà del Vallès          | parc         |                  | 41° 30′ 46″ N, 2° 07′ 32″ E / 41.5129°N,2.12568°E                           |           | Parc de Can Serra       | Modifica les dades a Wikidata |

## polígon industrial
| imatge | Nom                                | Ubicat a           | instància de       | Detalls | coordenades                                                         | Protecció | Commons (més fotos) | Dades a WD                    |
| ------ | ---------------------------------- | ------------------ | ------------------ | ------- | ------------------------------------------------------------------- | --------- | ------------------- | ----------------------------- |
|        | Polígon industrial Can Salvatella  | Barberà del Vallès | polígon industrial |         | 41° 30′ 51″ N, 2° 09′ 12″ E / 41.5141942655235°N,2.15340560474141°E |           |                     | Modifica les dades a Wikidata |
|        | Polígon industrial Santa Maria A   | Barberà del Vallès | polígon industrial |         | 41° 30′ 49″ N, 2° 07′ 55″ E / 41.5135742272027°N,2.13185495918281°E |           |                     | Modifica les dades a Wikidata |
|        | Polígon industrial Santa Maria B   | Barberà del Vallès | polígon industrial |         | 41° 31′ 16″ N, 2° 07′ 51″ E / 41.5212415165155°N,2.13093749739996°E |           |                     | Modifica les dades a Wikidata |
|        | Polígon industrial Santiga-Provasa | Barberà del Vallès | polígon industrial |         | 41° 31′ 24″ N, 2° 08′ 50″ E / 41.5233628659794°N,2.14719745014394°E |           |                     | Modifica les dades a Wikidata |

## Misc
| imatge | Nom                                     | Ubicat a           | instància de      | Detalls                      | coordenades                                                                                           | Protecció                                            | Commons (més fotos)                     | Dades a WD                    |
| ------ | --------------------------------------- | ------------------ | ----------------- | ---------------------------- | --- | ---------------------------------------------------- | --------------------------------------- | ----------------------------- |
|        | Granja Alari                            | Barberà del Vallès | granja            |                              | 41° 31′ 56″ N, 2° 07′ 41″ E / 41.5322456291883°N,2.12818900549287°E                                   |                                                      |                                         | Modifica les dades a Wikidata |
|        | Mercat Onze de Setembre                 | Barberà del Vallès | edifici           | 20th century                 | 41° 31′ 05″ N, 2° 07′ 30″ E / 41.5179361°N,2.1249908°E ca:C. de l'Assumpció                           | bé integrant del patrimoni cultural català           | Mercat Onze de Setembre                 | Modifica les dades a Wikidata |
|        | Torre de Ca n'Altimira                  | Barberà del Vallès | torre de defensa  | Estil: arquitectura romànica | 41° 31′ 29″ N, 2° 08′ 20″ E / 41.5246°N,2.13899°E ca:Carrer Altimira 126 msnm                         | bé integrant del patrimoni cultural català           | Torre de Ca n'Altimira                  | Modifica les dades a Wikidata |
|        | casa consistorial de Barberà del Vallès | Barberà del Vallès | casa consistorial |                              | 41° 30′ 56″ N, 2° 07′ 30″ E / 41.5154376°N,2.1249077°E ca:Avinguda Generalitat, 70                    |                                                      |                                         | Modifica les dades a Wikidata |
|        | castell de Barberà                      | Barberà del Vallès | castell           |                              | 41° 31′ 15″ N, 2° 08′ 39″ E / 41.520702°N,2.144289°E ca:Av. del Castell de Barberà                    | bé d'interès cultural bé cultural d'interès nacional | Castell de Barberà (Barberà del Vallès) | Modifica les dades a Wikidata |
|        | cementiri de Barberà del Vallès         | Barberà del Vallès | cementiri         |                              | 41° 31′ 33″ N, 2° 08′ 25″ E / 41.5257156392187°N,2.14019072148528°E                                   |                                                      |                                         | Modifica les dades a Wikidata |
|        | font de Can Llobateres                  | Barberà del Vallès | font              |                              | 41° 31′ 49″ N, 2° 08′ 14″ E / 41.530216217041016°N,2.137110948562622°E ca:Carrer del Doctor Crusafont |                                                      |                                         | Modifica les dades a Wikidata |